# Heinrich Simon (Musikwissenschaftler)
Heinrich Simon (Pseudonyme H. Osmin (Anagramm des Nachnamens), Prof. K. Lauer/Kalauer; * 4. Mai1858 in Berlin; † 1930) war ein deutscher Mathematiker, Bibliothekar, Musikwissenschaftler und Musikschriftsteller.
Heinrich Simon wurde 1858 als Sohn von Maximilian Simon und seiner Frau Henriette, geb. Reich, geboren. Er studierte ab 1879 an der Universität Berlin Mathematik, Physik und Philosophie. Er promovierte 1886 mit der Dissertation Die harmonische Reihe. Ein Beitrag zur algebraischen Analysis. zum Dr. phil. der philosophischen Fakultät der Universität Halle-Wittenberg. Nach Eintritt in die Universitätsbibliothek Berlin im Folgejahr und Ausbildung zum Bibliothekar 1896 richtete er 1904 die Bibliothek der Technischen Hochschule Danzig ein. Im Folgejahr wechselte er an die königliche Bibliothek Berlin und war 1908–1923 im Vorstand der Bibliothek der Technischen Hochschule Berlin.
Er gab im Jahr 1888 Robert Schumanns Gesammelte Schriften über Musik und Musiker heraus. Bekannt geworden ist er vor allem für humoristische Musikbücher wie Musiklexikon von Professor K. Lauer, erstmals erschienen 1892 bei Ries & Erler in Berlin (im Jahr 1955 in Auswahl und um andere musikalische Inhalte bereichert unter dem Titel Prof. Kalauer’s ausgewählte musikalische Schriften neu herausgegeben von Ernst Heimeran) und Musik und Musiker im Lichte des Humors und der Satire (unter dem Pseudonym H. Osmin, ebenfalls bei Ries & Erler verlegt).
Er starb im Jahr 1930.